# 地中海运动会网球比赛
地中海运动会网球比赛是地中海运动会的一个比赛项目。网球自1963年地中海运动会被纳入竞赛项目以来，一直是每一届地中海运动会的比赛项目。1975年地中海运动会是最后一届仅设男子网球项目的运动会，从1979年地中海运动会开始，女子网球也被纳入竞赛项目。

## 奖牌榜

### 男子项目

#### 男子单打
| 届数                            | 金牌                      | 银牌                   | 铜牌                     |
| 1963年 那不勒斯 （詳細）        | 尼古拉·彼得兰杰利         | 曼努埃尔·桑塔纳        | 博罗·约万诺维奇          |
| 1963年 那不勒斯 （詳細）        | 尼古拉·彼得兰杰利         | 曼努埃尔·桑塔纳        | 尼古拉·皮利奇            |
| 1967年 突尼斯市 （詳細）        | 曼努埃尔·桑塔纳           | 胡安·希斯韦特          | 何塞·路易斯·阿里利亚     |
| 1971年 伊兹密尔 （詳細）        | 曼努埃尔·奥兰特斯         | 胡安·希斯韦特          | 尼古拉斯·卡洛格罗普洛斯  |
| 1975年 阿尔及尔 （詳細）        | 安赫尔·希门尼斯           | 德拉甘·萨维奇          | 阿卜杜勒-萨拉姆·马哈茂迪 |
| 1975年 阿尔及尔 （詳細）        | 安赫尔·希门尼斯           | 德拉甘·萨维奇          | 卡洛·博雷亚              |
| 1979年 斯普利特 （詳細）        | 费尔南多·卢纳             | 佐尔坦·伊林            | 埃内斯托·巴斯克斯        |
| 1983年 卡萨布兰卡 （詳細）      | 弗朗切斯科·坎切洛蒂       | 塔雷克·萨卡            | 西蒙内·埃尔科利          |
| 1987年 拉塔基亚 （詳細）        | 阿拉法特·谢克鲁尼         | 奥马尔·坎波雷塞        | 费尔南多·加西亚·列奥     |
| 1991年 雅典 （詳細）            | 斯特凡诺·佩斯科索利多     | 马西莫·切罗            | 保罗·潘比安科            |
| 1993年 朗格多克-鲁西永 （詳細） | 尤尼斯·艾诺伊             | 霍尔迪·布里略          | 阿尔贝托·贝拉萨特吉      |
| 1997年 巴里 （詳細）            | 温琴佐·桑托帕德雷         | 阿尔贝托·马丁          | 费尔南多·比森特          |
| 2001年 突尼斯市 （詳細）        | 康斯坦丁诺斯·伊克诺米季斯 | 莱昂纳多·阿扎罗        | 迈赫迪·塔希里            |
| 2005年 阿尔梅里亚 （詳細）      | 尼古拉斯·阿尔玛格罗       | 吉列尔莫·加西亚·洛佩斯 | 西莫内·博莱利            |
| 2009年 佩斯卡拉 （詳細）        | 罗伯托·包蒂斯塔·阿古特    | 马塞尔·伊尔汗          | 詹卢卡·纳索              |
| 2013年 梅尔辛 （詳細）          | 布拉澤·羅拉               | 马塞尔·伊尔汗          | 馬利克·查斯利            |
| 2018年 塔拉戈纳 （詳細）        | 拉明·瓦哈卜               | 卢卡斯·卡塔里纳        | 雅各布·贝雷蒂尼          |
| 2022年 奥兰 （詳細）            | 弗朗切斯科·帕萨罗         | 卡洛斯·洛佩斯·蒙塔古德 | 亚当·蒙迪尔              |

#### 男子双打
| 届数                            | 金牌                                                     | 银牌                                             | 铜牌                                           |
| 1963年 那不勒斯 （詳細）        | 博罗·约万诺维奇 和 尼古拉·皮利奇                         | 伊斯梅尔·沙菲 和 法蒂·阿里                       | 何塞·路易斯·阿里利亚 和 曼努埃尔·桑塔纳        |
| 1963年 那不勒斯 （詳細）        | 博罗·约万诺维奇 和 尼古拉·皮利奇                         | 伊斯梅尔·沙菲 和 法蒂·阿里                       | 尼古拉·彼得兰杰利 和 奥兰多·西罗拉             |
| 1967年 突尼斯市 （詳細）        | 何塞·路易斯·阿里利亚 和 曼努埃尔·桑塔纳                  | 胡安·希斯韦特 和 曼努埃尔·奥兰特斯               | 维托里奥·克罗塔 和 焦尔达诺·马约利             |
| 1971年 伊兹密尔 （詳細）        | 胡安·希斯韦特 和 曼努埃尔·奥兰特斯                       | 何塞·格雷罗 和 安东尼奥·穆尼奥斯                 | 阿德里亚诺·帕纳塔 和 安东尼奥·祖加雷利         |
| 1975年 阿尔及尔 （詳細）        | 卡洛·博雷亚 和 恩佐·瓦图奥内                             | 安赫尔·希门尼斯 和 米格尔·米尔                   | 塞布蒂·布奈卜 和 阿卜杜勒-萨拉姆·马哈茂迪      |
| 1975年 阿尔及尔 （詳細）        | 卡洛·博雷亚 和 恩佐·瓦图奥内                             | 安赫尔·希门尼斯 和 米格尔·米尔                   | 佐尔坦·伊林 和 德拉甘·萨维奇                   |
| 1979年 斯普利特 （詳細）        | 马可·阿尔恰蒂 和 帕特里齐奥·帕里尼                       | 佐尔坦·伊林 和 佐兰·佩特科维奇                   | 费尔南多·卢纳 和 阿尔贝托·马托雷尔·洛修斯      |
| 1983年 卡萨布兰卡 （詳細）      | 马丁·海特 和 哈维尔·索莱尔                               | 艾哈迈德·梅赫尔米 和 塔雷克·萨卡                 | 卢卡·博塔齐 和 西莫内·科隆博                   |
| 1987年 拉塔基亚 （詳細）        | 奥马尔·坎波雷塞 和 欧亨尼奥·罗西                         | 阿拉法特·谢克鲁尼 和 阿卜杜勒·纳迪尼             | 费尔南多·加西亚·列奥 和 路易斯·里瓦            |
| 1991年 雅典 （詳細）            | 马西莫·博斯卡托 和 斯特凡诺·佩斯科索利多                 | 阿尔贝托·贝拉萨特吉 和 亚历克斯·科雷查           | 尤尼斯·艾诺伊 和 穆罕默德·里达维               |
| 1993年 朗格多克-鲁西永 （詳細） | 马西莫·贝托里尼 和 莫塞·纳瓦拉                           | 阿尔贝托·贝拉萨特吉 和 霍尔迪·布里略             | 尤尼斯·艾诺伊 和 穆罕默德·里达维               |
| 1997年 巴里 （詳細）            | 加布里奥·卡斯特里凯拉 和 温琴佐·桑托帕德雷               | 伊兹托克·博日奇 和 博鲁特·乌尔赫                 | 阿尔贝托·马丁 和 费尔南多·比森特               |
| 2001年 突尼斯市 （詳細）        | 康斯坦丁诺斯·伊克诺米季斯 和 阿纳斯塔西奥斯·瓦西利亚迪斯 | 阿卜杜勒-哈克·哈梅尔莱恩 和 努尔丁·马哈茂迪      | 穆尼尔·埃尔·阿雷杰 和 迈赫迪·塔希里            |
| 2005年 阿尔梅里亚 （詳細）      | 尼古拉斯·阿尔玛格罗 和 吉列尔莫·加西亚·洛佩斯            | 拉明·瓦哈卜 和 斯利曼·沙特迪                     | 博什蒂扬·奥沙布尼克 和 格雷加·澤姆賈           |
| 2009年 佩斯卡拉 （詳細）        | 马泰奥·马莱 和 詹卢卡·纳索                               | 丹尼尔·丹尼洛维奇 和 戈兰·托希奇                 | 罗伯托·包蒂斯塔·阿古特 和 赫拉德·格拉诺勒斯    |
| 2013年 梅尔辛 （詳細）          | 布拉澤·羅拉 和 托米斯拉夫·特尔纳尔                       | 海赛姆·阿比德 和 馬利克·查斯利                   | 阿尔伯特·阿尔卡拉斯·伊沃拉 和 戴维·佩雷斯·桑斯 |
| 2018年 塔拉戈纳 （詳細）        | 科朗坦·德诺利 和 亚历山大·穆勒                           | 阿齐兹·杜加兹 和 阿尼斯·戈贝尔                   | 萨尔普·阿加比金 和 阿尼尔·尤克塞尔             |
| 2022年 奥兰 （詳細）            | 马泰奥·阿纳尔迪 和 弗朗切斯科·帕萨罗                     | 卡洛斯·洛佩斯·蒙塔古德 和 阿尔瓦罗·洛佩斯·圣马丁 | 埃利奥特·邦谢特里 和 亚当·蒙迪尔               |

### 女子项目

#### 女子单打
| 届数                            | 金牌                | 银牌                       | 铜牌                     |
| 1979年 斯普利特 （詳細）        | 米玛·尧绍韦茨       | 丹妮拉·波尔齐奥            | 莫妮卡·阿尔瓦雷斯·德蒙   |
| 1983年 卡萨布兰卡 （詳細）      | 雷娜塔·萨萨克       | 劳拉·戈拉尔萨              | 奥尔加·察尔博普卢        |
| 1987年 拉塔基亚 （詳細）        | 康奇塔·馬丁內斯     | 安杰莉基·坎内洛普卢        | 弗朗西斯卡·罗马诺        |
| 1991年 雅典 （詳細）            | 卡蒂娅·皮科利尼     | 皮拉尔·佩雷斯              | 纳塔莉·博多内            |
| 1993年 朗格多克-鲁西永 （詳細） | 马娅·穆里奇         | 比希尼婭·魯阿諾·帕斯夸爾   | 莉亚·吉拉尔迪            |
| 1997年 巴里 （詳細）            | 塔蒂亞娜·加爾賓     | 玛丽亚·保拉·萨瓦格利       | 安娜·阿尔卡萨尔          |
| 2001年 突尼斯市 （詳細）        | 巴伊亚·穆赫塔辛     | 埃莱妮·达尼利都            | 卢尔德斯·多明格斯·利诺   |
| 2005年 阿尔梅里亚 （詳細）      | 劳拉·普斯·蒂奥      | 努里亚·利亚戈斯特拉·比韦斯 | 马泰娅·梅扎克            |
| 2009年 佩斯卡拉 （詳細）        | 伊芙琳·迈尔         | 劳拉·普斯·蒂奥             | 伊娃·费尔南德斯·布鲁格斯 |
| 2013年 梅尔辛 （詳細）          | 帢拉·布尤卡柴       | 莎拉·索里貝絲·托摩         | 费代丽卡·迪萨拉          |
| 2018年 塔拉戈纳 （詳細）        | 巴莎克·埃莱丁       | 菲奥娜·费罗                | 韦罗妮卡·埃里亚韦茨      |
| 2022年 奥兰 （詳細）            | 吉奥马尔·马里斯塔尼 | 努丽娅·布兰卡乔            | 杰茜卡·博萨斯·马内罗     |

#### 女子双打
| 届数                            | 金牌                                           | 银牌                                                  | 铜牌                                             |
| 1979年 斯普利特 （詳細）        | 米玛·尧绍韦茨 和 雷娜塔·萨萨克                 | 莫妮卡·阿尔瓦雷斯·德蒙 和 贝亚特里斯·佩隆             | 帕特里齐娅·穆尔戈 和 安东内拉·罗萨               |
| 1983年 卡萨布兰卡 （詳細）      | 安娜·阿尔曼萨 和 玛格丽塔·巴克罗               | 劳拉·戈拉尔萨 和 杰西卡·扎内利                        | 劳拉·加罗内 和 尼科莱塔·维尔金蒂诺               |
| 1987年 拉塔基亚 （詳細）        | 安杰莉基·坎内洛普卢 和 奥尔加·察尔博普卢       | 乔万娜·卡罗泰努托 和 弗朗西斯卡·罗马诺                | 维尔日妮·比松 和 萨宾·桑托罗                     |
| 1991年 雅典 （詳細）            | 纳塔莉·博多内 和 卡蒂娅·皮科利尼               | 弗朗西斯卡·罗马诺 和 埃琳娜·萨沃尔迪                  | 内乌斯·阿维拉 和 皮拉尔·佩雷斯                   |
| 1993年 朗格多克-鲁西永 （詳細） | 马娅·穆里奇 和 西尔维娅·塔拉亚                 | 莉亚·吉拉尔迪 和 卡萝尔·卢卡雷利                      | 伊娃·希门尼斯 和 比希尼婭·魯阿諾·帕斯夸爾        |
| 1997年 巴里 （詳細）            | 赫里斯蒂娜·帕帕扎基 和 克里斯蒂娜·扎哈里亚季都 | 塔蒂亞娜·加爾賓 和 玛丽亚·保拉·萨瓦格利               | 杜伊古·阿克希特·奥尔 和 居尔贝克·居尔特金        |
| 2001年 突尼斯市 （詳細）        | 埃莱妮·达尼利都 和 玛丽亚·帕夫利都             | 卢尔德斯·多明格斯·利诺 和 玛丽亚·何塞·马丁内斯·桑切斯 | 瓦伦蒂娜·萨西 和 纳塔莉·维耶林                   |
| 2005年 阿尔梅里亚 （詳細）      | 努里亚·利亚戈斯特拉·比韦斯 和 劳拉·普斯·蒂奥   | 马泰娅·梅扎克 和 安娜·弗尔伊奇                        | 斯特凡尼娅·基耶帕 和 韦尔迪亚娜·韦拉尔迪         |
| 2009年 佩斯卡拉 （詳細）        | 伊娃·费尔南德斯·布鲁格斯 和 劳拉·普斯·蒂奥     | 帢拉·布尤卡柴 和 佩姆拉·奥兹根                        | 法蒂玛·埃尔·阿拉米 和 纳迪娅·拉拉米              |
| 2013年 梅尔辛 （詳細）          | 帢拉·布尤卡柴 和 佩姆拉·奥兹根                 | 安娜斯塔西娅·格里马尔斯卡 和 费代丽卡·迪萨拉          | 努尔·阿贝斯 和 昂丝·加博                         |
| 2018年 塔拉戈纳 （詳細）        | 巴莎克·埃莱丁 和 伊佩克·奥兹                   | 内菲萨·贝尔贝罗维奇 和 迪娅·赫泽拉什                  | 玛丽娜·巴索尔斯·里韦拉 和 伊娃·格雷罗·阿尔瓦雷斯 |
| 2022年 奥兰 （詳細）            | 杰茜卡·博萨斯·马内罗 和 吉奥马尔·马里斯塔尼    | 弗朗西斯卡·库尔米 和 伊莱恩·热诺维塞                  | 努丽娅·布兰卡乔 和 奥罗拉·赞特德斯奇             |

## 总奖牌榜

### 历年奖牌榜
（最后更新于2022年地中海运动会后）

| 排名                      | 国家 / 地区                 | 金牌 | 銀牌 | 銅牌 | 总计 |
| ------------------------- | --------------------------- | ---- | ---- | ---- | ---- |
| 1                         | 西班牙（ESP）               | 17   | 20   | 19   | 56   |
| 2                         | 意大利（ITA）               | 17   | 12   | 18   | 47   |
| 3                         | 希腊（GRE）                 | 5    | 2    | 2    | 9    |
| 4                         | 南斯拉夫（YUG）             | 4    | 3    | 3    | 10   |
| 5                         | 土耳其（TUR）               | 4    | 3    | 2    | 9    |
| 6                         | 摩洛哥（MAR）               | 4    | 1    | 7    | 12   |
| 7                         | 斯洛文尼亚（SLO）           | 2    | 1    | 2    | 5    |
| 8                         | 克罗地亚（CRO）             | 2    | 1    | 1    | 4    |
| 9                         | 法国（FRA）                 | 1    | 2    | 2    | 5    |
| 10                        | 埃及（EGY）                 | 0    | 3    | 0    | 3    |
| 11                        | 阿尔及利亚（ALG）           | 0    | 2    | 2    | 4    |
| 11                        | 突尼斯（TUN）               | 0    | 2    | 2    | 4    |
| 13                        | 波斯尼亚和黑塞哥维那（BIH） | 0    | 1    | 0    | 1    |
| 13                        | 马耳他（MLT）               | 0    | 1    | 0    | 1    |
| 13                        | （MNE）                     | 0    | 1    | 0    | 1    |
| 13                        | 摩纳哥（MON）               | 0    | 1    | 0    | 1    |
| 总计（共16个国家 / 地区） | 总计（共16个国家 / 地区）   | 56   | 56   | 60   | 172  |

### 获得3枚及以上奖牌的选手
| 排名 | 姓名                 | 金牌 | 银牌 | 铜牌 | 总计 |
| ---- | -------------------- | ---- | ---- | ---- | ---- |
| 1    | 劳拉·普斯·蒂奥       | 3    | 1    | 0    | 4    |
| 2    | 曼努埃尔·桑塔纳      | 2    | 1    | 1    | 4    |
| 3    | 曼努埃尔·奥兰特斯    | 2    | 1    | 0    | 3    |
| 3    | 帢拉·布尤卡柴        | 2    | 1    | 0    | 3    |
| 5    | 胡安·希斯韦特        | 1    | 3    | 0    | 4    |
| 6    | 何塞·路易斯·阿里利亚 | 1    | 0    | 2    | 3    |
| 6    | 尤尼斯·艾诺伊        | 1    | 0    | 2    | 3    |
| 8    | 弗朗西斯卡·罗马诺    | 0    | 2    | 1    | 3    |
| 9    | 阿尔贝托·贝拉萨特吉  | 0    | 1    | 2    | 3    |
| 9    | 佐尔坦·伊林          | 0    | 1    | 2    | 3    |